# اللواء الثالث مشاة جبلي (اليمن)
اللواء الثالث مشاة جبلي هو لواء مشاة يمني يتبع القوات البرية اليمنية يتمركز في مدينة مأرب كان يتبع الحرس الجمهوري حتى تم ضمه للمنطقة العسكرية الوسطى (محور عتق) في 6 أغسطس 2012  والتي هي حالياً المنطقة العسكرية الثالثة .

## القادة
| م | القائد                       | بداية         | نهاية | المدة |
| - | ---------------------------- | ------------- | ----- | ----- |
|   | العميد الركن/ حسين الروحاني  |               |       |       |
|   | العميد الركن/ منصور علي عائض | 10 أبريل 2013 |       |       |